# Threnia lugens
Threnia lugens är en tvåvingeart som beskrevs av Ignaz Rudolph Schiner 1868. Threnia lugens ingår i släktet Threnia och familjen rovflugor. Inga underarter finns listade i Catalogue of Life.